# Ivan Litvinovich
Ivan Vladimirovitch Litvinovich (en biélorusse : Іван Уладзіміравіч Літвіновіч, et en russe : Иван Владимирович Литвинович), né le 26 juin 2001 à Vileïka en Biélorussie, est un gymnaste biélorusse spécialiste du trampoline.
Lors des Jeux olympiques de 2020, il remporte la médaille d'or du trampoline. Il remporte également l’or lors des JO de Paris 2024.

## Carrière sportive

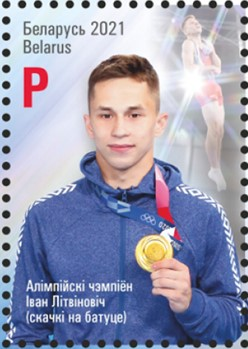
Timbre représentant Ivan Litvinovich édité en 2021 après son titre olympique.

Né le 26 juin 2001 à Vileïka, Ivan Litvinovich est le fils de Tatyana Alexandrovna, professeur de gymnastique dans l'école locale. Jeune, il participe à de nombreux cours de sa mère et progresse rapidement. Pyotr Ivanovich Zaitsev suggère au garçon agile et bien coordonné de s'essayer au trampoline. Peu après les Jeux olympiques de Rio, qu’il regarde à la télévision, le jeune Litvinovich est repéré par l'entraîneuse nationale Olga Vlasova.
En 2018, il remporte les championnats d'Europe juniors de trampoline masculin et participe aux épreuves par équipe multidisciplinaires mixtes aux Jeux olympiques de la jeunesse d'été de 2018 à Buenos Aires, en Argentine, sans remporter de médaille. Dans l'épreuve individuelle, il termine à la 4e place avec un score de 57,150. Pour ses premiers championnats du monde, il termine 7e aux mondiaux de Saint-Pétersbourg.
En 2019, il a remporté la médaille d'argent dans l'épreuve individuelle masculine aux Championnats du monde de trampoline 2019 organisés à Tokyo, au Japon.
En 2021, Ivan Litvinovich est en tête des qualifications devant son compatriote Uladzislau Hancharou, tenant du titre. En finale, le jeune Litvinovich, 20 ans, remporte la médaille d'or du concours masculin avec une note de 61,715 points devant la star chinoise Dong Dong, médaillé pour la quatrième fois,.

## Palmarès

### Jeux olympiques
- Paris 2024
  -  Médaille d'or en individuel.
- Tokyo 2020
  -  Médaille d'or en individuel.

### Championnats du monde
- Tokyo 2019
  -  médaille d'argent en individuel.